# Kleiner Waffenschein

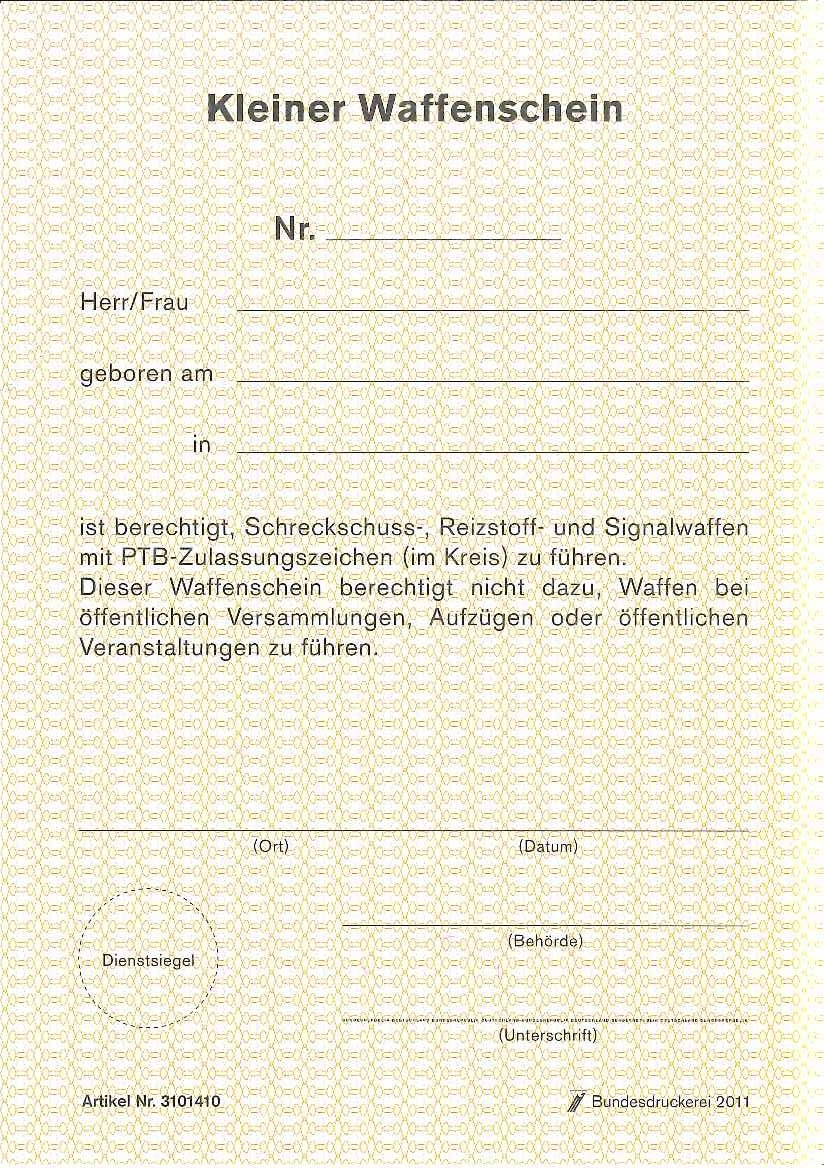
Kleiner Waffenschein Vorderseite, gültig seit 2011

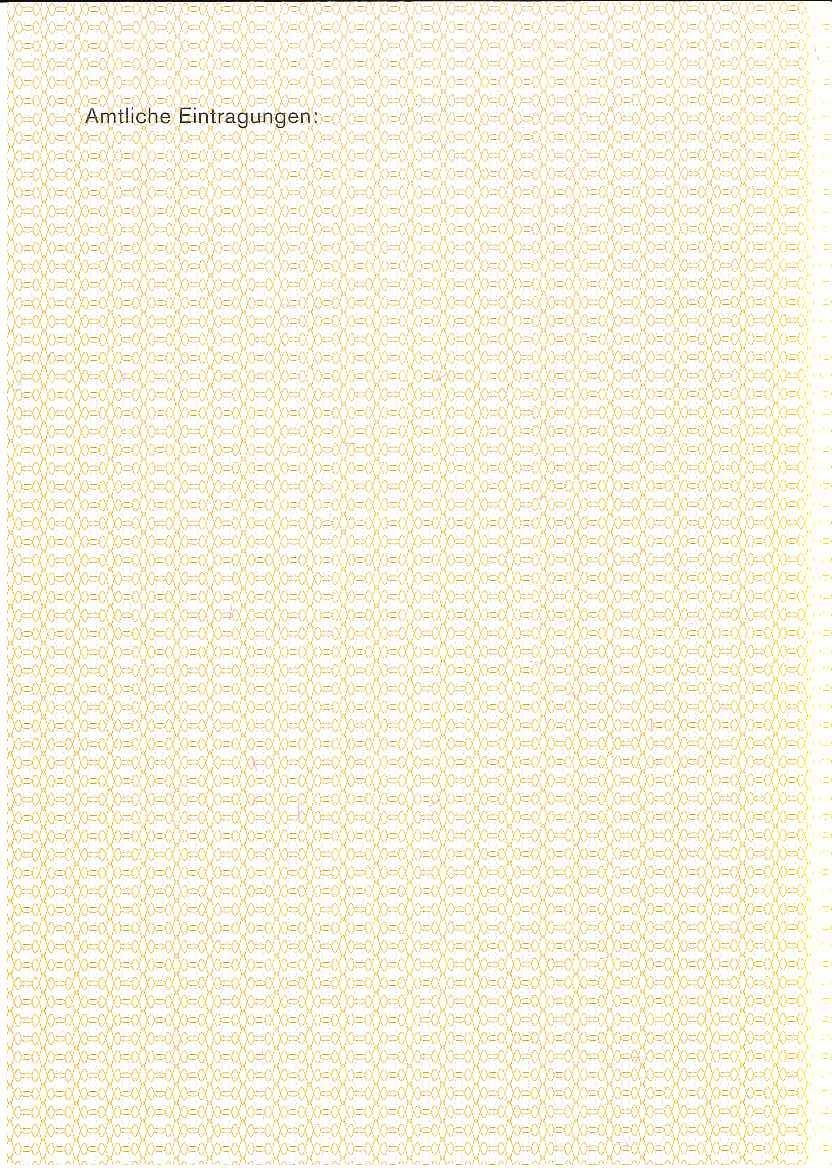
Kleiner Waffenschein Rückseite, gültig seit 2011

Der Kleine Waffenschein ist ein Waffenschein eigener Art, der in Deutschland zum Führen von sogenannten Schreckschuss-, Reizstoff- und Signalwaffen berechtigt. Die Waffen müssen von der Physikalisch-Technischen Bundesanstalt (PTB) zugelassen sein oder den Rechtsvorschriften eines anderen Mitgliedstaates entsprechen, die dieser der Europäischen Kommission nach Artikel 4 Absatz 2 der Durchführungsrichtlinie (EU) 2019/69 der Kommission vom 16. Januar 2019 zur Festlegung technischer Spezifikationen für Schreckschuss- und Signalwaffen gemäß der Richtlinie 91/477/EWG des Rates über die Kontrolle des Erwerbs und des Besitzes von Waffen als Maßnahme zur Umsetzung dieser Durchführungsrichtlinie mitgeteilt hat.
Im Januar 2016 waren 300.949 Kleine Waffenscheine ausgegeben und Ende 2017 waren es 557.560 (ein Plus von 85 % innerhalb knapp 2 Jahren). Als Gründe für diesen starken Anstieg gelten die vielerorts gestiegenen Einbruchszahlen, die Übergriffe in der Silvesternacht in Köln und Angst vor Terroranschlägen. Ende 2020 waren 704.251 Scheine im deutschen Waffenregister eingetragen.

## Zum Hintergrund
Der Kleine Waffenschein wurde mit dem neuen Waffengesetz (WaffG) eingeführt, das am 1. April 2003 in Kraft trat. Der Kleine Waffenschein ist in Deutschland ein Waffenschein gemäß § 10 Abs. 4 Satz 4 WaffG, der den Inhaber zum Führen (Ausübung der tatsächlichen Gewalt über eine erlaubnisfreie Waffe außerhalb der eigenen Wohnung, Geschäftsräume oder umfriedeten Besitztums) von Signal-, Reizstoff- und Schreckschusswaffen (SRS-Waffen) berechtigt. Diese müssen mit einem PTB-Prüfzeichen versehen sein. Zum bloßen Erwerb einer Waffe mit PTB-Prüfzeichen und der zugehörigen Munition genügt in Deutschland die Volljährigkeit – Erwerb und Besitz sind erlaubnisfrei. Reizstoffsprühgeräte mit PTB-Prüfzeichen dürfen auch ohne Kleinen Waffenschein von Personen ab 14 Jahren in der Öffentlichkeit mitgeführt werden.
Der Kleine Waffenschein wurde im Zuge der Waffenrechtsnovelle nach dem Amoklauf von Erfurt (2002) eingeführt. Bis dahin war es jeder volljährigen Person gestattet, SRS-Waffen in der Öffentlichkeit zu führen. Allerdings schrieb das Gesetz keine Registrierung dieser Waffen vor und es war auch keine Eignungsprüfung des Erwerbers gesetzlich normiert, so dass der Verkauf an volljährige Personen faktisch weder einschränkbar noch rückverfolgbar war.
Im Jahr 2003 hatten Bürger aufgrund einer Amnestie die Möglichkeit, die neu als verboten eingestuften Waffen wie Wurfsterne oder Butterflymesser abzugeben. Dabei gaben verunsicherte Bürger hauptsächlich Gas- und Schreckschusspistolen ab.

## Voraussetzungen und Ausstellung
Die Voraussetzungen für die Erteilung des Kleinen Waffenscheins sind identisch mit denen des (großen) Waffenscheins, der Antragsteller braucht aber keine Sachkunde, kein Bedürfnis und keine Haftpflichtversicherung nachzuweisen. Der Antragsteller muss zuverlässig und persönlich geeignet sein. Bei der Prüfung der Zuverlässigkeit und persönlichen Eignung werden u. a. folgende Kriterien an den Antragsteller gestellt:
- keine Vorstrafen außer höchstens einer Freiheitsstrafe, Jugendstrafe oder Geldstrafe von weniger als 60 Tagessätzen, wenn seit dem Eintritt der Rechtskraft der letzten Verurteilung fünf Jahre noch nicht verstrichen sind.[6]
- sichere Aufbewahrung der Waffe(n)
- Mindestalter 18 Jahre
- keine Drogenabhängigkeit (einschließlich Alkoholabhängigkeit)
- körperliche und geistige Eignung

Zur Klärung der Zuverlässigkeit holt die zuständige Behörde die Stellungnahme der örtlichen Polizeidirektion, einen Auszug aus dem Zentralen Staatsanwaltschaftlichen Verfahrensregister sowie einen Auszug aus dem Bundeszentralregister und seit dem 20. Februar 2020 auch eine Abfrage beim Verfassungsschutz (dazu siehe auch Waffengesetz (Deutschland)) zur Person des Antragstellers ein. Dabei erkennt die ausstellende Behörde bereits dann auf Unzuverlässigkeit, wenn der Antragsteller z. B. mit mindestens 1,6 Promille Blutalkoholkonzentration im Zusammenhang mit einer Verhaltensauffälligkeit in Erscheinung tritt, bzw. mit weniger als 1,6 Promille wiederholt verhaltensauffällig wurde.
Ein Sachkundenachweis ist, anders als bei einer Waffenbesitzkarte oder einem Waffenschein, nicht erforderlich. Die zuständige Behörde hat jedem, der oben genannte Voraussetzungen erfüllt, einen kleinen Waffenschein zu erteilen. Die Bearbeitung dauert, je nach Behörde und Bundesland, meist drei bis acht Wochen. Der Kleine Waffenschein wird je nach Bundesland und Stadt von der Polizei, dem Ordnungsamt, dem Landratsamt, dem Kreisverwaltungsreferat oder der Gemeinde ausgestellt.
Da der Kleine Waffenschein unbefristet ausgestellt wird, ist mit einem kontinuierlichen Anstieg der entsprechenden Erlaubnisse zu rechnen. Lediglich durch Tod des Inhabers oder bei fehlender Zuverlässigkeit wird der Kleine Waffenschein eingezogen, sofern er vom Inhaber nicht zurückgegeben wird. Im Juni 2016 waren 402.301 Kleine Waffenscheine im Nationalen Waffenregister gespeichert. Die Anzahl stieg im ersten Halbjahr 2016 um 49 % im Vergleich zum Vorjahreszeitraum, bis Ende Oktober waren es 63 %. Bis Ende Oktober 2016 wurden 449.000 Dokumente registriert. Zum Jahresende 2019 waren 664.706 Kleine Waffenscheine im Nationalen Waffenregister registriert.

## Kosten
Über die Kosten des Kleinen Waffenscheins bestehen zurzeit keine bundesrechtlichen Regelungen. Nach Art. 19 Nr. 3 c des Gesetzes zur Neuregelung des Waffenrechts (WaffRNeuRegG) vom 11. Oktober 2002 (BGBl. I S. 3970) gilt die Kostenverordnung zum Waffengesetz in der Fassung der Bekanntmachung vom 20. April 1990 einstweilen weiter, obwohl sie einen Kleinen Waffenschein, den es zu dieser Zeit noch nicht gab, nicht aufführt. Eine neue Kostenverordnung ist bisher nicht erlassen worden. Die erhobene Gebühr variiert zwischen 30 und 150 €.
Gemäß § 4 Abs. 3 WaffG hat die zuständige Behörde den Inhaber einer waffenrechtlichen Erlaubnis in regelmäßigen Abständen, spätestens nach Ablauf von drei Jahren, erneut auf die Zuverlässigkeit und persönliche Eignung zu prüfen. Dafür werden 15 bis 61 € Gebühr erhoben.

## Allgemeines
Beim Führen und Transport von PTB-Waffen gelten dieselben Regeln wie bei scharfen Schusswaffen: Führen, (die tatsächliche Gewalt darüber außerhalb der eigenen Wohnung, Geschäftsräume, des eigenen befriedeten Besitztums oder einer Schießstätte ausüben) sowie der entladene und verschlossene Transport in der Öffentlichkeit sind erlaubt. Zum Führen von Waffen (geladen und/oder zugriffsbereit) außerhalb befriedeter Besitztümer wird ein Waffenschein benötigt. Ebenso wie ihre mit scharfer Munition geladenen Pendants dürfen erlaubnisfreie Waffen nicht bei öffentlichen Veranstaltungen oder Versammlungen (z. B. Jahrmärkten, Demonstrationen etc.) geführt werden. Dieses Verbot des Führens in der Öffentlichkeit gilt auch für Druckluftwaffen. Softairwaffen dürfen nur dann in der Öffentlichkeit geführt werden, wenn sie keine Anscheinswaffen im Sinne des § 42a WaffG sind und die Bewegungsenergie maximal 0,5 Joule beträgt.
PTB-Waffen und Gegenstände nach RL (EU) 2019/69 gehören waffenrechtlich zu den Schreckschuss-, Reizstoff- oder Signalwaffen und fallen damit unter das Waffengesetz. Sie zählen jedoch im Gegensatz zu etwa den Druckluftwaffen nicht zu den Schusswaffen, sondern zu den gleichgestellten Gegenständen, da kein Geschoss durch den Lauf getrieben wird, sondern nur heiße Gase. Das Schießen mit PTB-Waffen innerhalb eines befriedeten Besitztums und mit Genehmigung des Inhabers des Hausrechtes ist ohne Kleinen Waffenschein und ohne Schießerlaubnis zulässig, sofern niemand durch den Lärm gestört wird. Das Schießen in der Öffentlichkeit bedarf außer in den Fällen des § 12 Abs. 4 WaffG einer behördlichen Schießerlaubnis oder eines Entschuldigungs- oder Rechtfertigungsgrundes, wie etwa Notwehr oder Notstand.